# De "Bambino" à "Il silenzio"
De "Bambino" à "Il silenzio" è la prima raccolta della cantante italo-francese Dalida, pubblicata nel 1966 da Barclay records.
L'album è composto dai più grandi successi di Dalida  degli anni '50 e '60 come, ad esempio, la celebre Bambino che aprì le porte della sua carriera musicale e la rese conosciuta in tutta la Francia, come La danse de Zorba o, come ancora, il famoso Gondolier. 
Alcuni di questi brani verranno interpretati da Dalida nei suoi spettacoli negli anni successivi anche sotto forma di Pot-pourri.

## Tracce
Lato A
1. Bambino
2. Gondolier
3. Les gitans
4. Come prima
5. Love in Portofino
6. Ciao ciao, bambina
7. T'aimer follement

Lato B
1. Les enfants du Pirée
2. Romantica
3. Itsi bitsi petit bikini
4. Garde-moi la dernière danse
5. Le jour le plus long
6. La danse de Zorba
7. Il silenzio (Bonsoir mon amour)